# 26. srpen
26. srpen je 238. den roku podle gregoriánského kalendáře (239. v přestupném roce). Do konce roku zbývá 127 dní. Ve starých a historických dílech se s ním lze setkat pod označením den (svátek) svatého Rufa. Zajímavostí je, že v tento den padli ve významných bitvách dva čeští králové, Přemysl Otakar II. a Jan Lucemburský.

## Události

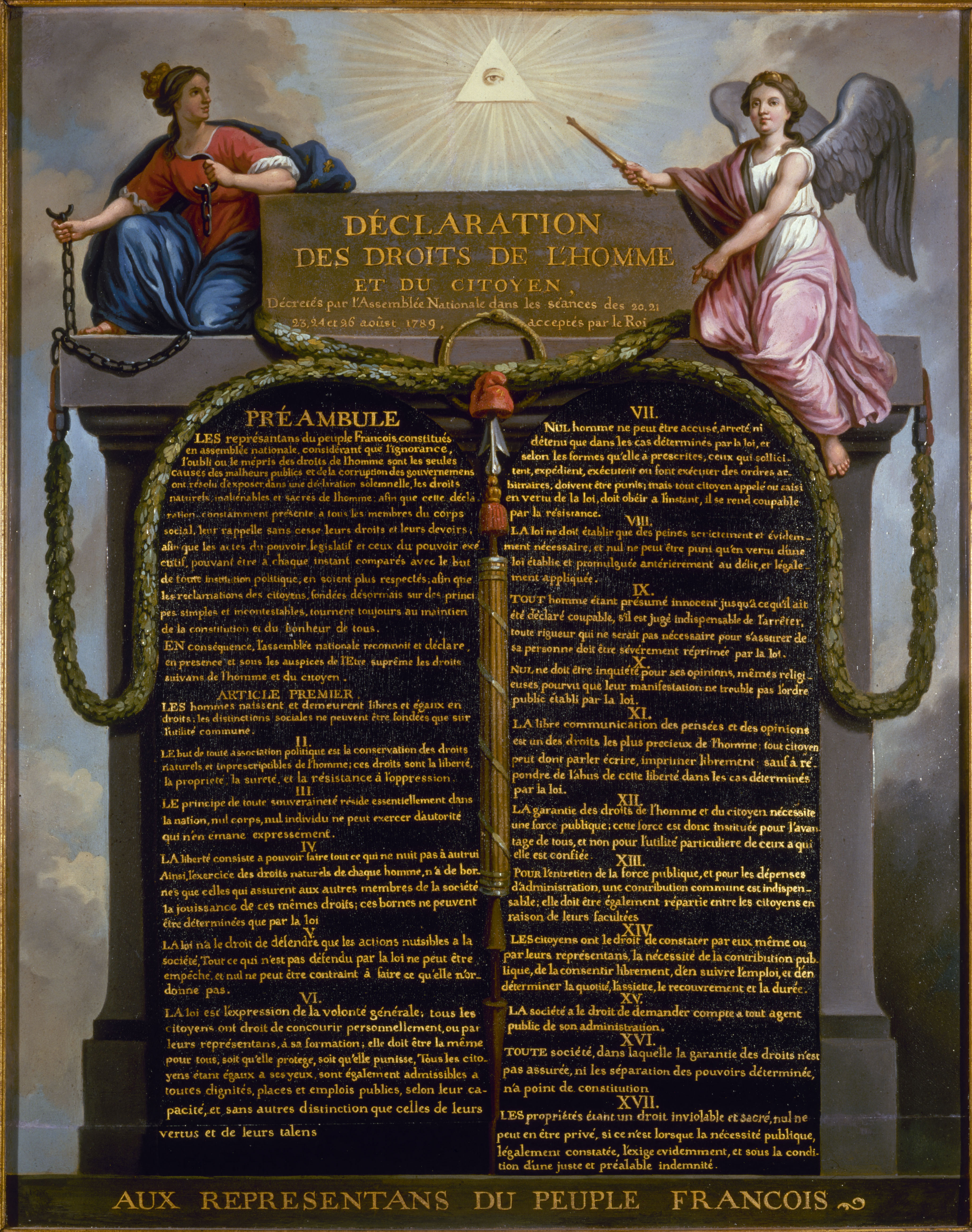
Deklarace práv člověka a občana

### Česko
- 1278 – Rudolf I. Habsburský zvítězil v bitvě na Moravském poli nad českým králem Přemyslem Otakarem II., jenž v bitvě přišel o život.
- 1909 – V Jihlavě byl zahájen provoz elektrické tramvaje.
- 1952 – Při železniční nehodě v Suchdole nad Odrou zahynulo 14 lidí a 106 jich bylo zraněno.
- 1992 – Český premiér Václav Klaus a slovenský premiér Vladimír Mečiar podepsali v brněnské vile Tugendhat dohodu o zániku Československa od 1. ledna 1993.
- 2009 – Český reprezentační fotbalista Pavel Nedvěd oficiálně potvrdil konec své fotbalové kariéry.

### Svět
- 1071 – V bitvě u Mantzikertu podlehli Byzantinci Seldžuckým Turkům vedeným sultánem Alp Arslánem. Byzantský císař Roman IV. upadl do zajetí.
- 1278 – Na pravém břehu řeky Moravy mezi vesnicemi Dürnkrut (Suché Kruty) a Jedenspeigen se odehrálo jedno z tragických ozbrojených střetnutí českých dějin – bitva na Moravském poli.
- 1346 – Stoletá válka: angličtí lučištníci porazili těžkou francouzskou jízdu v bitvě u Kresčaku. Český král Jan Lucemburský padl v boji.
- 1768 – Anglický mořeplavec a objevitel James Cook vyplul na svoji první průzkumnou plavbu.
- 1789 – Velká francouzská revoluce: francouzské národní shromáždění schválilo Deklaraci práv člověka a občana.
- 1813 – V bitvě na Kačavě porazila ruská a pruská vojska francouzskou armádu.
- 1859 – Rakouský důstojník Bernhard von Wüllerstorf po tříleté plavbě kolem světa na lodi Novara přistál v Terstu.
- 1883 – Začala kolabovat soptící Krakatoa, což v tento a následující den vyústilo v několik zničujících pliniovských erupcí.
- 1886 – Alexandr I. Bulharský oznámil bulharskému lidu, že se vzdává trůnu.
- 1914 – První světová válka: v rámci ofenzívy ruské armády začala bitva o Halič.
- 1972 – V Mnichově byly zahájeny XX. Letní olympijské hry.
- 1976 – Byl zaznamenaný první případ Eboly.
- 1978
  - Novým papežem byl zvolen Jan Pavel I., který o měsíc později zemřel.
  - Odstartovala kosmická loď Sojuz 31 s prvním východoněmeckým kosmonautem Sigmundem Jähnem.

## Narození
Viz též Kategorie:Narození 26. srpna — automatický abecedně řazený seznam.

### Česko

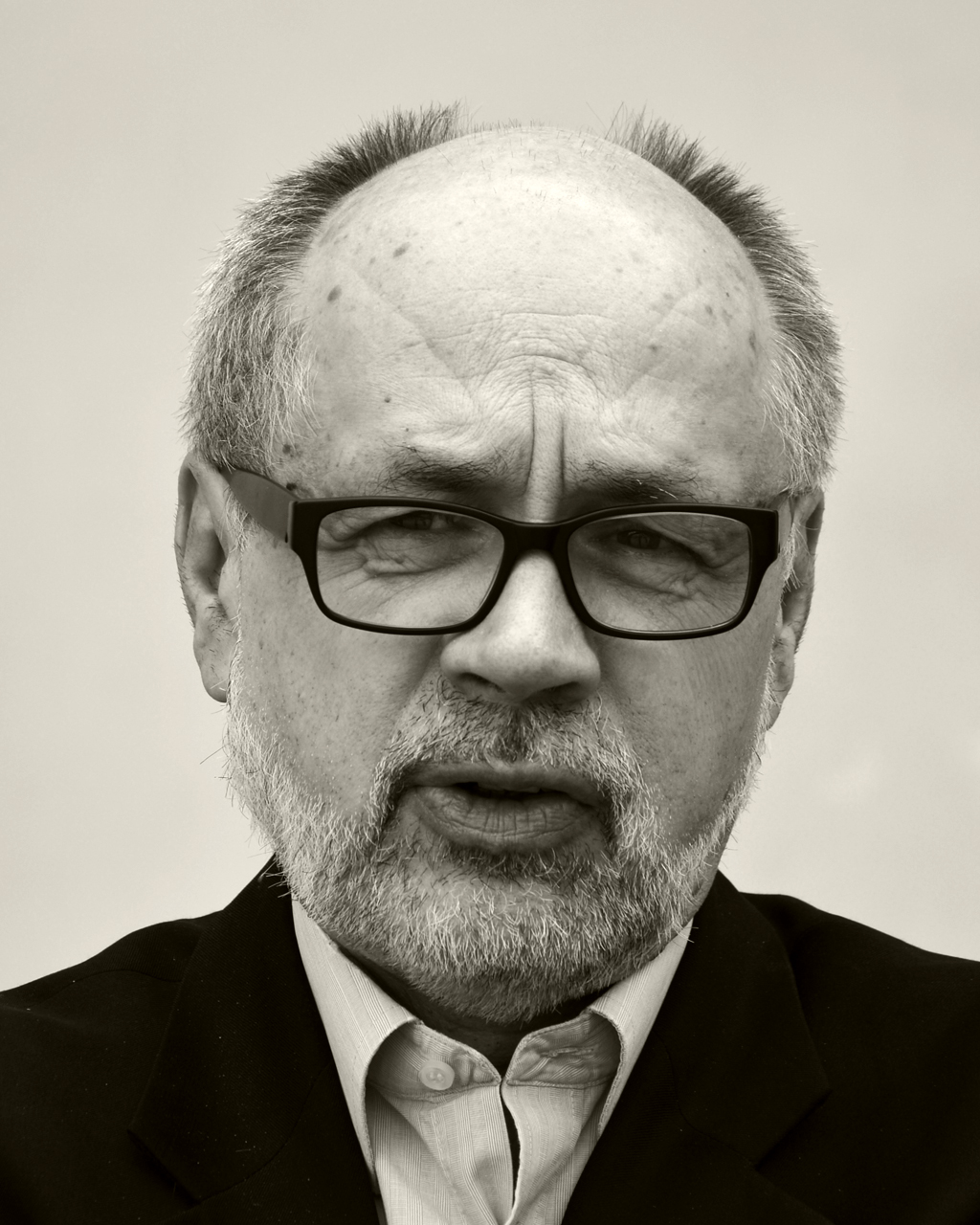
Jiří Pehe (* 1948)

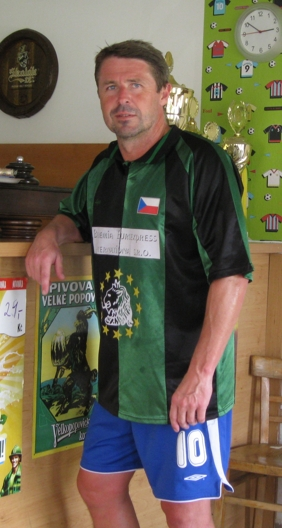
Radim Nečas (* 1969)

- 1827 – František Pokorný, politik († 16. dubna 1908)
- 1830 – Georg Löw, poslanec Českého zemského sněmu († 8. května 1887)
- 1832 – Vilém Jičinský, ostravský báňský odborník († 9. října 1902)
- 1861 – Vincenc Drbohlav, kněz, vlastenec a spisovatel († 4. ledna 1937)
- 1867 – Viktor Foerster, malíř († 9. prosince 1915)
- 1875
  - Richard Feder, rabín a spisovatel († 18. listopadu 1970)
  - Josef Šolle, bankéř a politik († 31. prosince 1958)
- 1877
  - Heinrich Fanta, architekt († 9. února 1941)
  - Augustin Pechlát, sokolský funkcionář, účastník odboje († 30. září 1941)
  - Rudolf Tayerle, československý politik († 10. března 1942)
- 1878 – Václav Melzer, mykolog († 1. května 1968)
- 1883 – Bartoloměj Kutal, děkan olomoucké teologické fakulty († 20. června 1964)
- 1887 – Jaroslav Mellan, advokát, dramatik, divadelní herec († 23. listopadu 1961)
- 1892 – Josef Rejsek, chirurg a urolog († 29. února 1936)
- 1895 – František Neuwirth, profesor stomatologie († 15. srpna 1959)
- 1896 – Josef Mašín, československý důstojník, člen odbojové organizace Tři králové († 30. června 1942)
- 1902 – František Novák, letecký akrobat († 27. dubna 1940)
- 1908 – Augustin Malý, generální vikář českobudějovické diecéze († 16. listopadu 1984)
- 1915 – Karel Veselý-Jilemský, hudební skladatel († 24. března 1945)
- 1924 – Mirko Musil, herec († 14. června 1999)
- 1925 – Milan Codr, publicista a spisovatel literatury faktu († 2. listopadu 1996)
- 1926 – Otto Schück, lékař, odborník na nefrologii
- 1928
  - Věra Štinglová, kameramanka
  - Zdeněk Veselovský, zoolog, dlouholetý ředitel pražské zoo († 24. listopadu 2006)
- 1941 – Marta Drottnerová-Blažková, tanečnice, baletka, choreografka a pedagožka
- 1944 – Jan Měšťák, plastický chirurg
- 1955 – Jiří Pehe, politolog a spisovatel
- 1960 – Jiří Šneberger, politik
- 1965 – Pavel Fischer, diplomat, politik a senátor
- 1969 – Radim Nečas, fotbalista
- 1974 – Patrick Zandl, internetový podnikatel, novinář a zakladatel zpravodajského serveru Mobil.cz
- 1975 – Michal Kalenda, cyklista
- 1990 – Pavel Kejmar, motocyklový závodník
- 1992 – Tomáš Koubek, fotbalista

### Svět

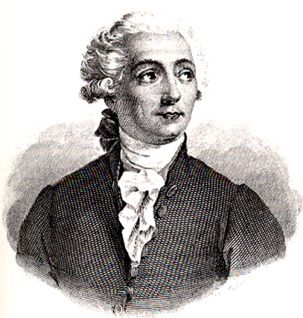
Antoine Lavoisier (* 1743)

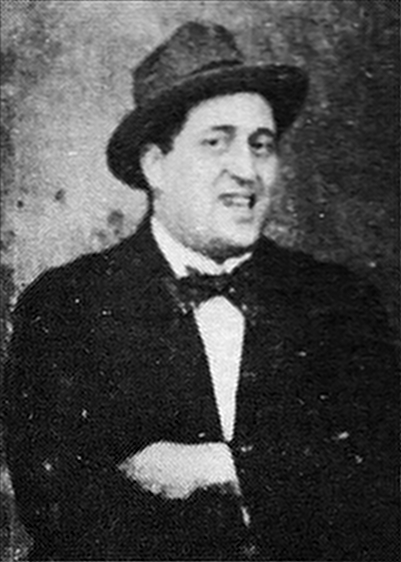
Guillaume Apollinaire (* 1880)

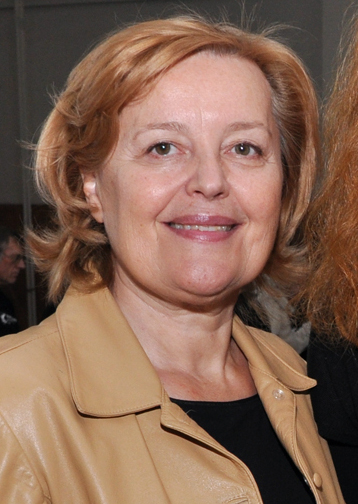
Magda Vášáryová (* 1948)

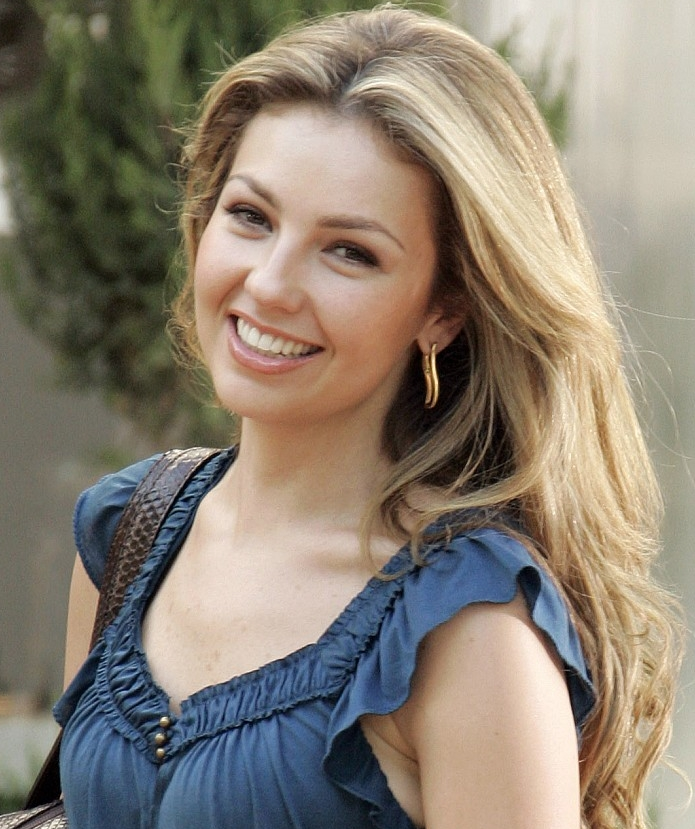
Thalía (* 1971)

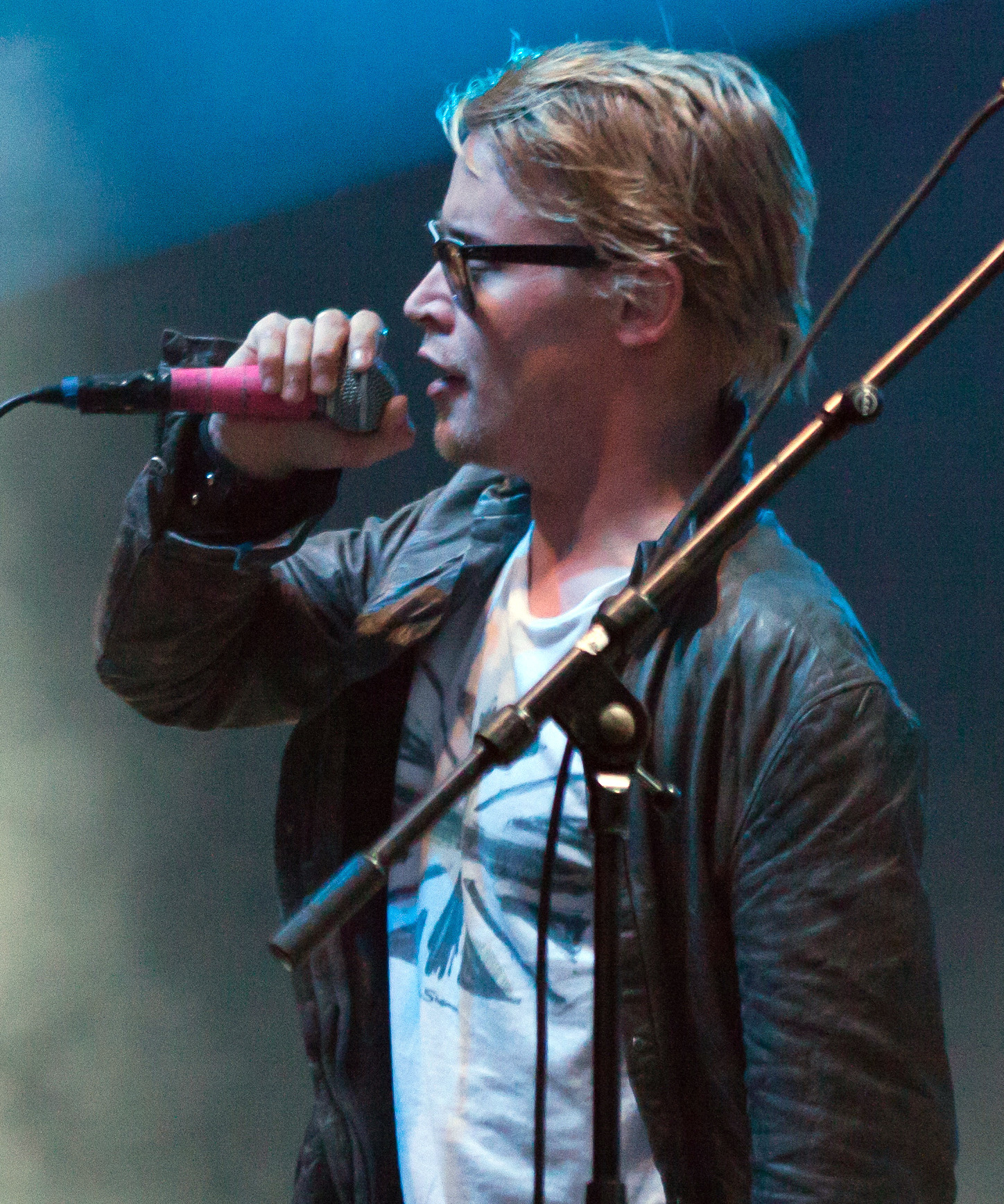
Macaulay Culkin (* 1980)

- 1596 – Fridrich Falcký, český král († 29. listopadu 1632)
- 1627 – Jacob Philipp Sachs von Lewenheimb († 7. ledna 1672)
- 1676 – Robert Walpole, 1. hrabě z Orfordu, britský státník († 18. března 1745)
- 1708 – Matteo Capranica, italský varhaník a hudební skladatel († 1776)
- 1728 – Johann Heinrich Lambert, švýcarský matematik, fyzik, astronom a filozof († 25. září 1777)
- 1740 – Joseph-Michel Montgolfier, francouzský vynálezce († 26. června 1810)
- 1743 – Antoine Lavoisier, francouzský chemik ( † 8. května 1794)
- 1802 – Ludwig Schwanthaler, bavorský sochař († 14. listopadu 1848)
- 1814 – Janez Avguštin Puhar, slovinský kněz, fotograf, malíř a básník († 7. srpna 1864)
- 1819 – Albert Sasko-Kobursko-Gothajský, manžel britské královny Viktorie († 14. prosince 1861)
- 1828 – Adalbert Vilém Bavorský, bavorský princ z Wittelsbašské dynastie († 21. září 1875)
- 1829 – Theodor Billroth, německý chirurg († 6. února 1894)
- 1835 – Maximin Giraud, vizionář mariánského zjevení Panny Marie v La Salettě († 15. prosince 1875)
- 1839 – Kristen Feilberg, dánský fotograf († 1919)
- 1848 – Behice Sultan, osmanská princezna (sultánka), dcera sultána Abdülmecida I. († 30. listopadu 1876)
- 1850 – Koloman Banšell, slovenský básník a literární teoretik († 27. března 1887)
- 1851 – Émile Boirac, francouzský esperantista († 20. září 1917)
- 1852 – August von Ritt, předlitavský státní úředník a politik († 30. března 1934)
- 1856 – Mansuet Kosel, ministr financí Předlitavska († 22. srpna 1919)
- 1861 – Ceferino Gimenéz Malla, španělský mučedník, patron Romů († 8. srpna 1936)
- 1862 – Theodor Siebs, německý germanista a fonetik († 28. května 1941)
- 1873
  - Lee de Forest, americký vynálezce († 30. června 1961)
  - Šehzade Mehmed Ziyaeddin, syn osmanského sultána Mehmeda V. († 30. ledna 1938)
- 1875 – John Buchan, skotský spisovatel († 11. února 1940)

- 1880 – Guillaume Apollinaire, francouzský básník († 9. listopadu 1918)
- 1882 – James Franck, německý fyzik, nositel Nobelovy ceny († 21. května 1964)
- 1885 – Jules Romains, francouzský spisovatel († 14. srpna 1972)
- 1886 – Rudolf Belling, německý sochař († 9. června 1972)
- 1894 – Harry Cobby, australské stíhací eso první světové války († 11. listopadu 1955)
- 1897 – Jun Po-son, prezident Korejské republiky († 18. července 1990)
- 1898 – Peggy Guggenheim, americká sběratelka umění a galeristka († 23. prosince 1979)
- 1900 – Hellmuth Walter, německý konstruktér plynových turbín († 16. prosince 1980)
- 1901 – Jan de Quay, nizozemský premiér († 4. července 1985)
- 1903 – Jicchak Berenblum, izraelský biochemik († 18. dubna 2000)
- 1904 – Christopher Isherwood, britský spisovatel († 4. ledna 1986)
- 1906 – Albert Sabin, americký imunolog, vynálezce vakciny proti obrně († 3. března 1993)
- 1910 – Matka Tereza, albánsko-indická katolická řeholnice, humanitární pracovnice, nositelka Nobelovy ceny († 5. září 1997)
- 1913 – Boris Pahor, slovinský spisovatel († 30. května 2022)
- 1914 – Julio Cortázar, argentinský spisovatel († 12. února 1984)
- 1915 – Humphrey Searle, anglický hudební skladatel a pedagog († 12. května 1982)
- 1918 – Katherine Johnsonová, americká matematička († 24. února 2020)
- 1920 – Richard Bellman, americký matematik († 19. března 1984)
- 1921 – Šimšon Amicur, izraelský matematik († 5. září 1994)
- 1923
  - Wolfgang Sawallisch, německý dirigent († 22. února 2013)
  - Ján Tibenský, slovenský historik († 11. května 2012)
- 1928 – Peter Appleyard, kanadský vibrafonista († 17. července 2013)
- 1930 – Fritz Wunderlich, německý operní pěvec (tenorista) († 17. srpna 1966)
- 1932 – Joseph Engle, americký astronaut
- 1936 – Chow Ching Lie, čínská spisovatelka a klavíristka
- 1937
  - Nina Companeezová, francouzská scenáristka a režisérka († 9. dubna 2015)
  - Gennadij Janajev, sovětský politik
- 1939 – Fred Milano, americký doo-wopový zpěvák († 1. ledna 2012)
- 1940 – Nik Turner, britský hudebník († 10. listopadu 2022)
- 1941
  - Akiko Wakabajaši, japonská herečka
  - Barbet Schroeder, francouzský režisér
- 1942 – John Blaha, americký astronaut
- 1944 – Maureen Tuckerová, bubenice The Velvet Underground
- 1948
  - Magda Vášáryová, slovenská herečka, diplomatka a politička
  - Igor Grék, československý a slovenský diplomat a politik
- 1951
  - Seppo Suoraniemi, finský hokejový obránce
  - Edward Witten, americký fyzik
- 1952
  - Michael Jeter, americký herec († 30. března 2003)
  - Mark Craney, bubeník skupiny Jethro Tull († 26. listopadu 2005)
- 1953 – Valerij Bganba, prezident Abcházie
- 1957 – Dr. Alban, nigerijský hudebník
- 1959 – Kathryn Patricia Hireová, americká astronautka
- 1960 – Branford Marsalis, americký jazzový saxofonista
- 1961 – Martin Štrba, slovenský kameraman
- 1964 – Mehriban Alijevová, viceprezidentka Ázerbájdžánu
- 1970
  - Zsolt Simon, slovenský politik
  - Olimpiada Ivanovová, ruská atletka, chodkyně
  - Melissa McCarthy, americká herečka
- 1971 – Thalía, mexická zpěvačka a herečka
- 1972 – Paula Hawkins, britská spisovatelka
- 1976 – Zemfira, ruská zpěvačka
- 1977 – Therese Alshammarová, švédská plavkyně
- 1980
  - Macaulay Culkin, americký herec
  - Chris Pine, americký herec
- 1985 – Oleksij Kasjano, ukrajinský atlet, vícebojař
- 1988 – Danielle Savre, americká herečka a zpěvačka, Cristina Neaguová rumunská házenkářka
- 1989 – James Harden, americký basketbalista
- 1990
  - Irina-Camelia Beguová, rumunská tenistka
  - Koen Verweij, nizozemský rychlobruslař
- 1991
  - Dylan O'Brien, americký herec a hudebník
  - Jessica Digginsová, americká běžkyně na lyžích
- 2000 – Filippo Baroncini, italský silniční cyklista
- 2001 – Ben Tulett, britský silniční cyklista

## Úmrtí
Viz též Kategorie:Úmrtí 26. srpna — automatický abecedně řazený seznam.

### Česko

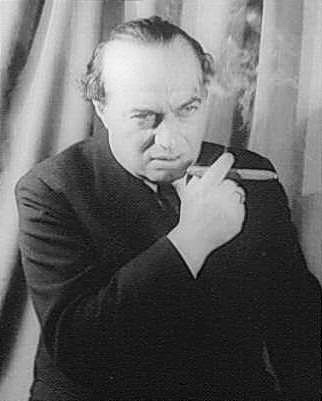
Franz Werfel († 1945)

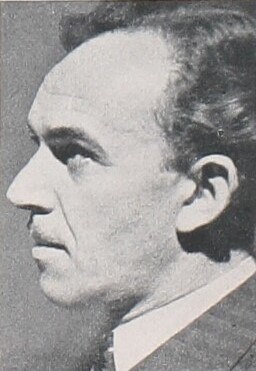
Martin Frič († 1968)

- 1278 – Přemysl Otakar II., český král, padl v bitvě na Moravském poli (* cca 1233)
- 1296 – Jan, probošt vyšehradský, nemanželský syn českého krále Přemysla Otakara II. (* ?)
- 1329 – Jindřich z Lipé, šlechtic (* asi 1275)
- 1346
  - Jan Lucemburský, český král a lucemburský vévoda (* 10. srpna 1296)
  - Jindřich II. z Rožmberka (* ?)
- 1649 – Martin Středa, teolog a historik (* 11. listopadu 1587)
- 1699 – Jiří Ignác Pospíchal, velmistr křižovníků s červenou hvězdou (* 1634)
- 1824 – Jan Rudolf Chotek z Chotkova, politik a úředník (* 17. května 1748)
- 1845 – Jan Jeník z Bratřic, důstojník, sběratel lidových písní (* 6. ledna 1756)
- 1893 – Alois Serényi, moravský politik a velkostatkář (* 25. září 1812)
- 1903 – Wilhelm Elsner, operní pěvec (* 10. listopadu 1869)
- 1905 – Jan Neff, podnikatel a mecenáš (* 6. května 1832)
- 1906 – Eugen Gura, operní pěvec (* 8. listopadu 1841)
- 1913 – Antonín Steidl, lékař a politik (* 31. března 1832)
- 1923 – Jan Ladislav Sýkora, teolog, rektor Univerzity Karlovy (* 16. dubna 1852)
- 1929 – Antonín Čech, litoměřický světící biskup (* 2. února 1860)
- 1941 – Alois Štůla, poslanec Národního shromáždění ČSR, první náměstek primátora hlavního města Prahy (* 22. ledna 1885)
- 1942
  - Irena Bernášková, novinářka a odbojářka (* 7. února 1904)
  - Otakar Sviták, československý důstojník, účastník protinacistického odboje (* 3. března 1894)
- 1945 – Franz Werfel, rakousko-český, německy píšící spisovatel (* 10. září 1890)
- 1958 – Václav Nejtek, sochař (* 23. září 1899)
- 1960 – Ludmila Matiegková, učitelka a egyptoložka (* 9. března 1889)
- 1968 – Martin Frič, filmový scenárista, herec, režisér a pedagog (* 29. března 1902)
- 1985 – Marie Motlová, herečka (* 1. května 1918)
- 1992
  - Karel Roden mladší, herec (* 10. srpna 1914)
  - Karel Horálek, jazykovědec (* 4. listopadu 1908)
- 2001 – Zdeněk Bažant, geomechanik, stavební inženýr, pedagog (* 11. června 1908)
- 2007 – Petr Kaplan, rock and rollový zpěvák a kytarista (* 16. června 1940)
- 2017 – Josef Musil, volejbalista (* 3. července 1932)
- 2022 – Hana Zagorová, česká zpěvačka, textařka, moderátorka a herečka (* 6. září 1946)

### Svět

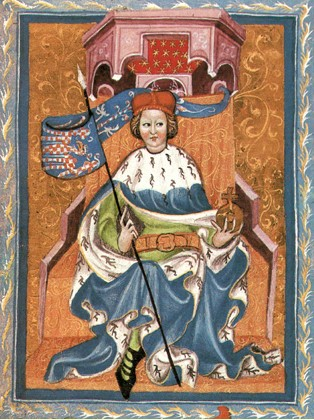
Přemysl Otakar II. († 1278)

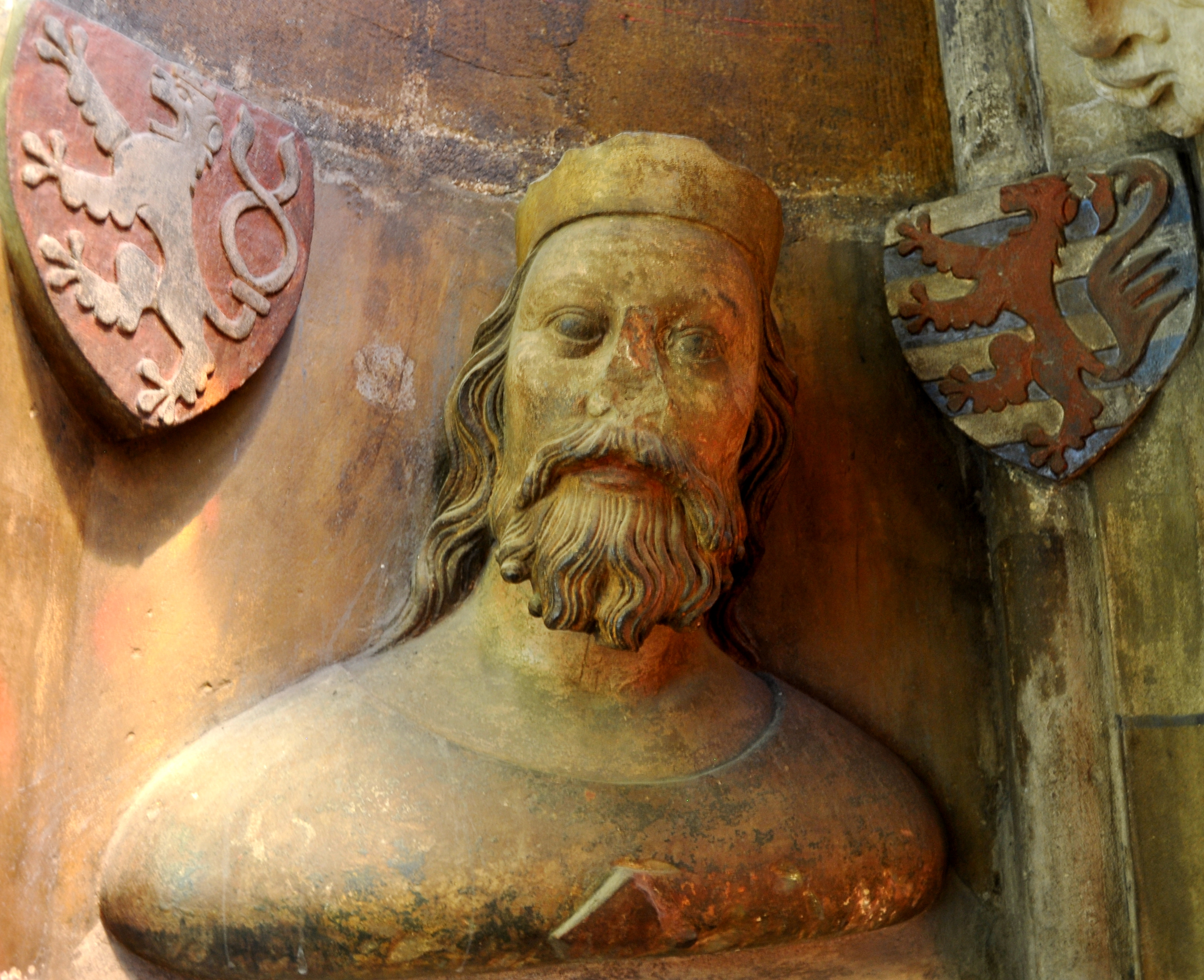
Jan Lucemburský († 1346)

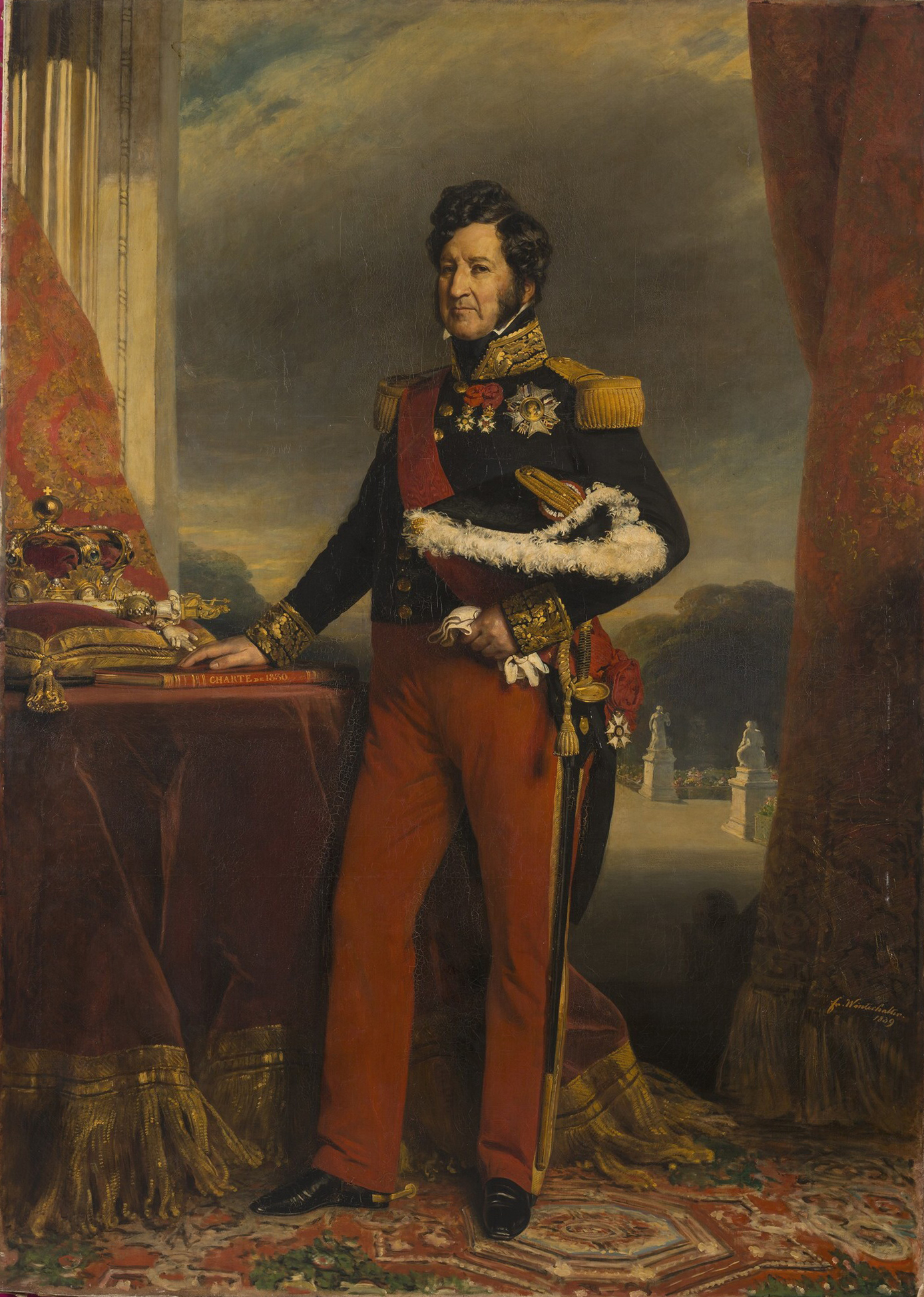
Ludvík Filip († 1850)

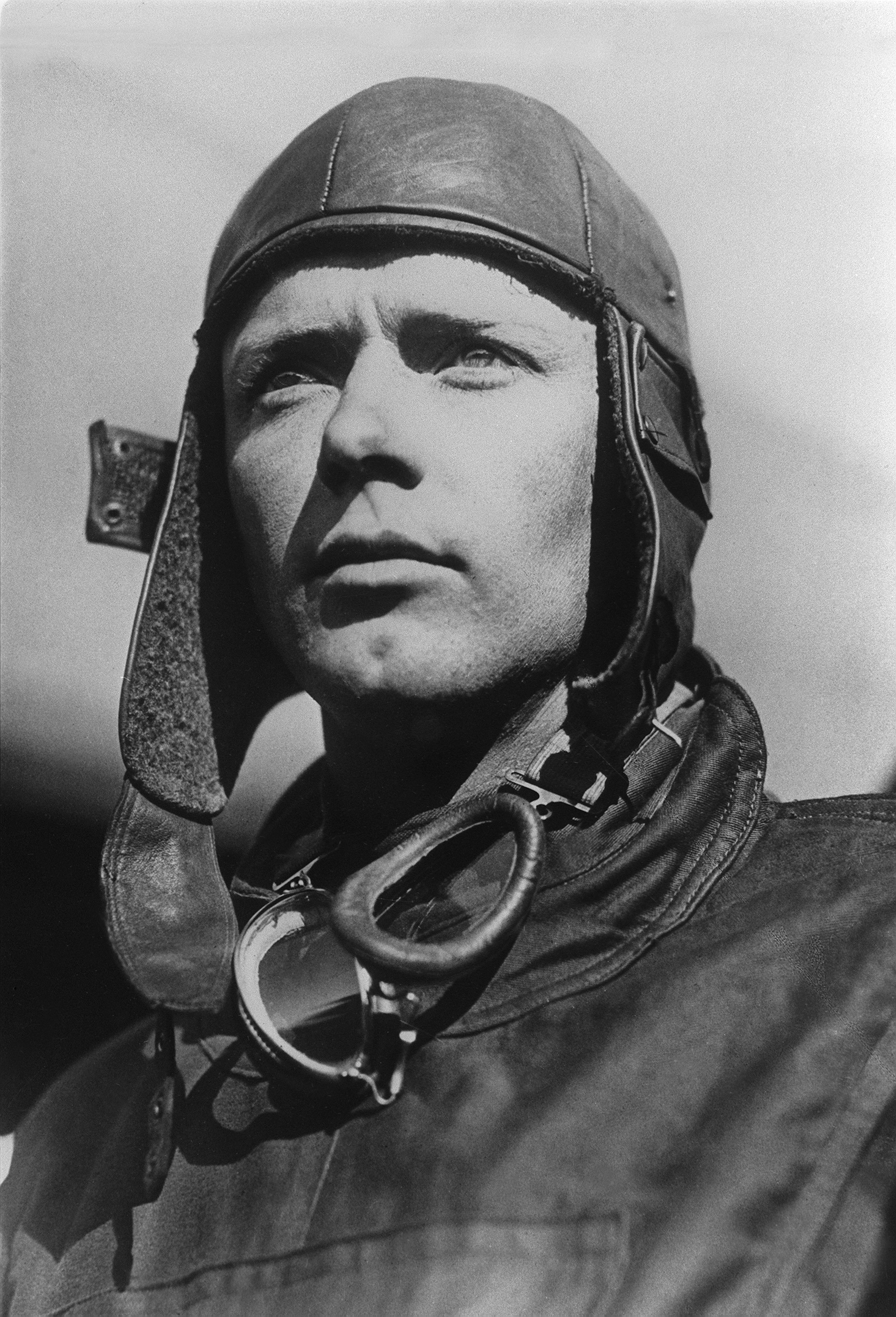
Charles Lindbergh († 1974)

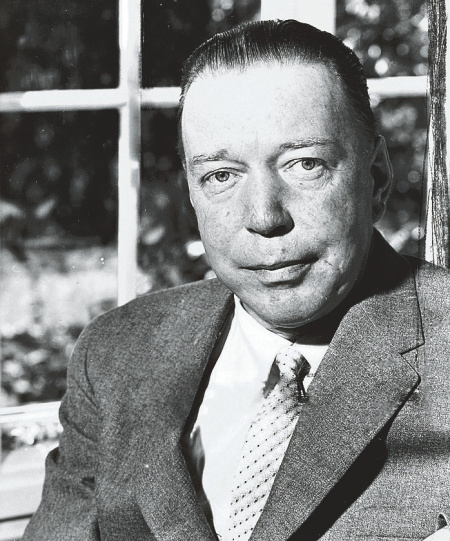
Mika Waltari († 1979)

- 1339 – Jan z Caramoly, francouzský řeholník, blahoslavený (* ? 1280)
- 1346
  - Rudolf Lotrinský, lotrinský vévoda (* 1320)
  - Ludvík I. Flanderský, flanderský vévoda (* 1304?)
  - Enguerrand VI. z Coucy, pán z Coucy, Marle, la Fère, Oisy a Havrincourtu (* 1313)
- 1399 – Michail Alexandrovič Tverský, kníže tverský a vladimirský (* 1333)
- 1474 – Jakub III. Kyperský, král Kypru a titulární král Jeruzalémský (* 28. srpna 1473)
- 1533 – Atahualpa, poslední císař Incké říše (* 1502)
- 1551 – Markéta Eriksdotter Leijonhufvud, (* 1. ledna 1516)
- 1595 – Antonín I. Portugalský, portugalský král (* 1531)
- 1632 – Thomas Dekker, anglický spisovatel a dramatik (* 1572)
- 1638 – Bayram Paša, osmanský velkovezír a guvernér Egypta (* ?)
- 1706 – Michael Willmann, německý barokní malíř (* 27. září 1630)
- 1728 – Anna Marie Orleánská, členka francouzské královské rodiny (* 27. srpna 1669)
- 1741 – Marie Alžběta Habsburská, místodržící Nizozemí,dcera Leopolda I. (* 13. prosince 1680)
- 1754 – Charles Paulet, 3. vévoda z Boltonu, britský generál a šlechtic (* 3. září 1685)
- 1764 – Benito Jerónimo Feijoo, galicijský spisovatel a učenec (* 8. října 1676)
- 1813
  - Theodor Körner, německý básník a voják (* 23. září 1791)
  - Daniel Gottlob Türk, německý skladatel, varhaník a pedagog (* 10. srpna 1750)
- 1836 – William Elford Leach, anglický zoolog (* 22. února 1790)
- 1841 – Ignaz von Seyfried, rakouský dirigent a hudební skladatel (* 15. srpna 1776)
- 1850 – Ludvík Filip, francouzský král (* 6. října 1773)
- 1860 – Friedrich Silcher, německý hudební skladatel (* 27. června 1789)
- 1865 – Johann Franz Encke, německý astronom (* 23. září 1791)
- 1878 – Mariam Baouardy, řeckokatolická řeholnice (* 5. ledna 1846)
- 1884
  - Antonio García Gutiérrez, španělský romantický dramatik a básník (* 4. října 1813)
  - Fatma Sultan, osmanská princezna a dcera sultána Abdulmecida I. (* 1. listopadu 1840)
- 1895 – Friedrich Miescher, švýcarský lékař a přírodovědec (* 13. srpna 1844)
- 1910 – William James, americký filozof (* 11. ledna 1842)
- 1913 – Fjodor Kamenskij, ruský sochař (* 2. září 1836)
- 1921 – Ludwig Thoma, bavorský spisovatel (* 21. ledna 1867)
- 1937 – Andrew William Mellon, americký politik, bankéř a mecenáš umění (* 24. března 1855)
- 1944 – Julie Wohryzková, snoubenka Franze Kafky (* 28. února 1891)
- 1950 – Milan Ivanka, československý politik slovenské národnosti (* 25. října 1876)
- 1958 – Ralph Vaughan Williams, anglický hudební skladatel (* 12. října 1872)
- 1966 – Hermann Geiger, švýcarský horský pilot a záchranář (* 27. října 1914)
- 1969 – Ismail al-Azhari, súdánský premiér (* 20. října 1900)
- 1971 – Rukiye Sabiha Sultan, osmanská princezna a dcera sultána Mehmeda VI. (* 1. května 1894)
- 1974 – Charles Lindbergh, americký pilot, letecký pionýr (* 4. února 1902)
- 1976 – Roman Abraham, polský generál za druhé světové války (* 28. února 1891)
- 1977 – Konrád Jaroslav Hruban, odborník na železobetonové stavby (* 25. listopadu 1893)
- 1978 – José Manuel Moreno, argentinský fotbalista (* 3. srpna 1916)
- 1979 – Mika Waltari, finský spisovatel (* 19. září 1908)
- 1983 – Bjørn Rongen, norský spisovatel (* 24. července 1906)
- 1987 – Georg Wittig, německý chemik, nositel Nobelovy ceny (* 16. června 1897)
- 1989
  - Hans Børli, norský básník a spisovatel (* 8. prosince 1918)
  - Irving Stone, americký spisovatel (* 14. července 1903)
- 1994 – Jehošafat Harkabi, náčelník izraelské vojenské zpravodajské služby (* 21. září 1921)
- 1996 – Czesław Zgorzelski, polský filolog (* 17. března 1908)
- 2000 – Alexander Žabka, slovenský geolog (* 4. června 1925)
- 2001 – Marita Petersen, faerská premiérka (* 21. října 1940)
- 2002 – Per Anger, švédský diplomat (* 7. listopadu 1913)
- 2003 – Wayne Andre, americký pozounista (* 17. listopadu 1931)
- 2004 – Laura Branigan, americká zpěvačka (* 3. července 1952)
- 2007 – Gaston Thorn, lucemburský premiér a předseda Evropské komise (* 3. září 1928)
- 2008 – Michal Dočolomanský, slovenský herec (* 25. března 1942)
- 2010 – Raimon Panikkar, španělský katolický kněz a teolog (* 3. listopadu 1918)
- 2011 – Alojzij Ambrožič, kanadský kardinál slovinského původu (* 27. ledna 1930)
- 2018 – Neil Simon, americký dramatik a filmový scenárista (* 4. července 1927)
- 2019 – Pal Benko, maďarský šachový velmistr (* 15. července 1928)
- 2020 – Gerald Carr, americký námořní letec a astronaut (* 22. srpna 1932)
- 2024 – Sven-Göran Eriksson, švédský fotbalový trenér (* 5. února 1948)

## Svátky

### Česko
- Luděk, Ludiše, Luďka

### Svět
- Svatý Zefyrinus – 15. papež katolické církve († 20. prosince 217)
- mezinárodní den psů